# طوطیان آسیا-اقیانوسیه
طوطیان آسیا-اقیانوسیه (نام علمی: Psittaculinae) نام یک زیرخانواده از تیره طوطیان سبز است.